# Philippsburg
Nota: Não confundir com Phillipsburg e Philipsburg.
Philippsburg é uma cidade da Alemanha, no distrito de Karlsruhe, na região administrativa de Karlsruhe, estado de Baden-Württemberg.

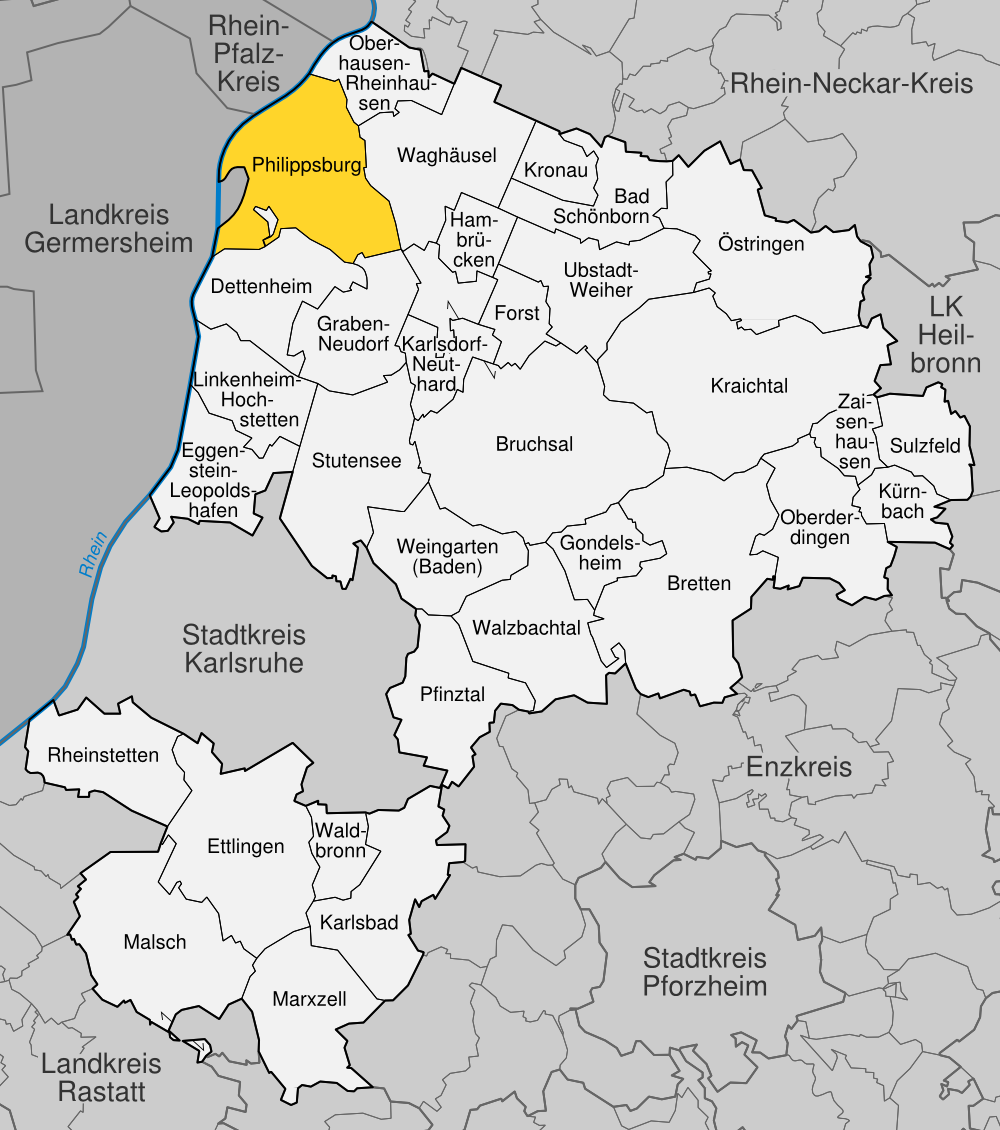
Philippsburg no distrito de Karlsruhe